# Odilon Lannelongue
Pour les articles homonymes, voir Lannelongue.

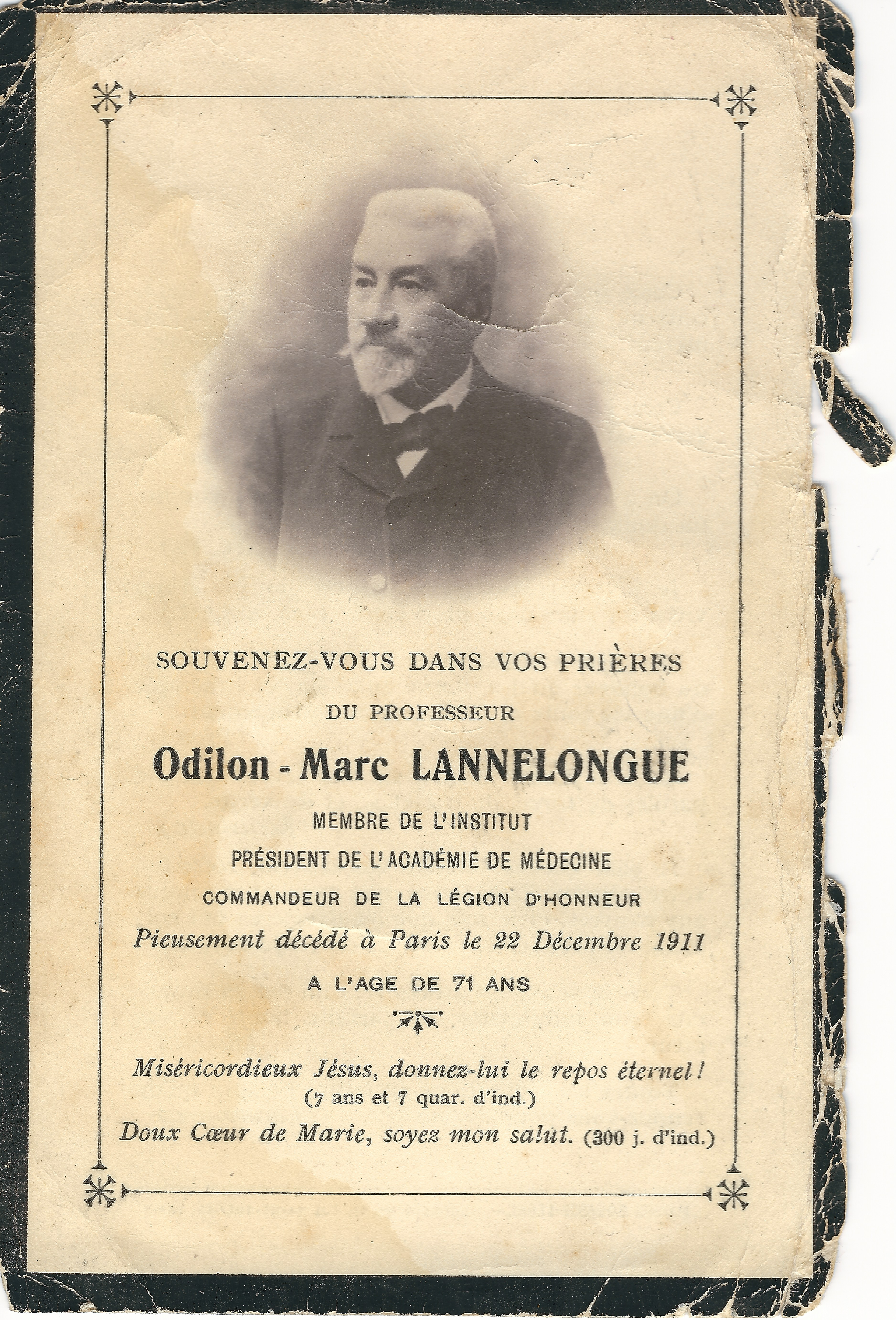
Image mortuaire d'Odilon Lannelongue (recto)

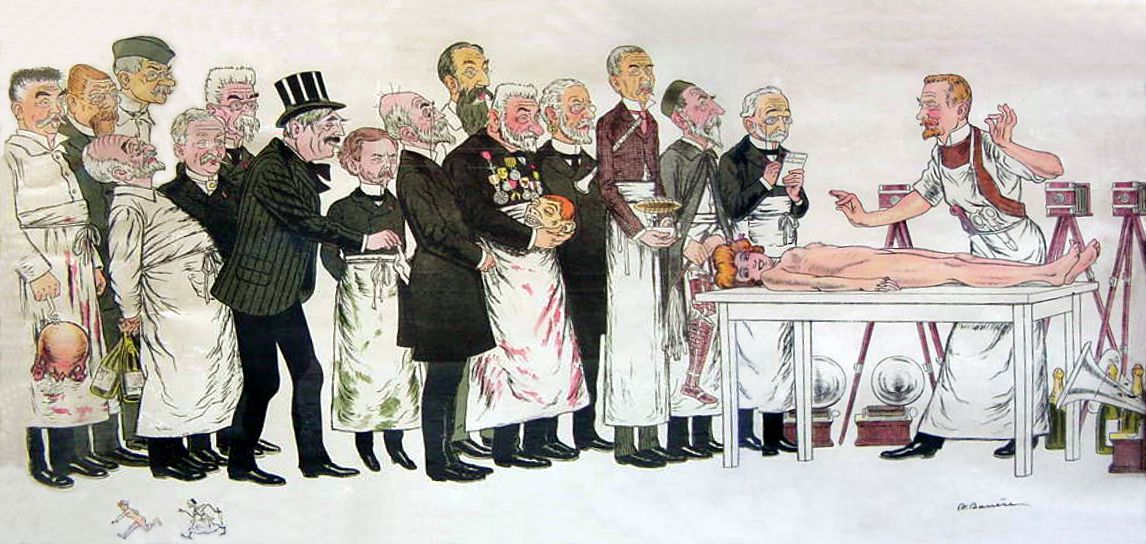
Odilon Lannelongue apparait dans cette caricature La femme nue d'Adrien Barrière (lithographie - caricature des professeurs de la Faculté de Médecine of Paris autour de 1900)

Odilon Marc Lannelongue, né le 4 décembre 1840 à Castéra-Verduzan (Gers) et mort le 22 décembre 1911 à Paris, est un homme politique, médecin et chirurgien français de renom.
Il fut un chirurgien réputé, professeur à la faculté de médecine de Paris, membre de l’Académie des sciences, président de l’Académie nationale de chirurgie, puis de l’Académie de médecine, député et sénateur du Gers.
Durant le siège de Paris en 1870, il aide Victor Desplats à pratiquer des amputations.
En 1876, il rencontre sa future femme Marie Cibiel qui l'aidera grâce à sa fortune à financer l'ouverture de deux établissements. Il a soigné de nombreuses personnalités de la fin du XIXe siècle : Léon Gambetta, Sarah Bernhardt, et même Félix Faure dans ses derniers moments.

## Biographie
Né d'un officier de santé, Odilon Lannelongue passe son baccalauréat à Toulouse. Il monte ensuite sans un sou à Paris suivre des études de médecine. Vivant de petits boulots, puis infirmier externe, puis chirurgien interne, il finit comme major à l'agrégation de chirurgie en 1869.
Appelé comme chirurgien pendant le siège de Paris durant la guerre de 1870-1871, il est nommé chirurgien major à la fin de la guerre. Ce titre lui donne accès aux cercles très fermés de la haute société parisienne. En 1876, il fait la connaissance à 36 ans d'une riche philanthrope, Marie de Rémusat (veuve, son mari est décédé 15 ans plus tôt). Ils se marient la même année.
Marie, maintenant Marie Lannelongue, aidera Odilon à se propulser aux plus hautes sphères de la médecine française jusqu'à devenir le médecin personnel du Président de la République française.
Il est élu en 1884 professeur de pathologie chirurgicale. En 1892, il est nommé comme président de la prestigieuse Association générale des médecins de France (AGMF).
La même année, il se lance en politique et devient maire de sa ville natale, Castéra-Verduzan. Il est ensuite élu député du Gers en 1893. Il devient quelques années plus tard sénateur du même département.
Avides de voyages, Marie et Odilon Lannelongue font des tours d'Europe et tombent particulièrement amoureux de Venise d'où ils ramèneront pléthore de meubles, tissus, articles de décoration, luminaires, etc. afin de décorer leur hôtel particulier parisien.
Ami et médecin du président Félix Faure, il sera appelé à l'Élysée lorsque ce dernier rend l'âme en son aimable compagnie en 1899.
Malgré leur volonté, Odilon et Marie Lannelongue n'eurent pas d'enfants. Le professeur Lannelongue et son épouse se sont donc beaucoup attachés à leurs deux jeunes nièces, Marie et Laure Lannelongue, qui venaient souvent d'Agen rendre visite à leur oncle et tante qui habitaient ce magnifique hôtel particulier du 1, rue François-Ier et dont les fenêtres du salon donnaient directement sur la Seine (côté cours la Reine aujourd'hui cours Albert-Ier).
La mort le surprend en 1911.
N'ayant pas de descendance, ses deux nièces Marie et Laure Lannelongue héritèrent de toute sa fortune qu'il avait construite avec sa femme Marie Lannelongue.
Laure Lannelongue n’ayant pas eu d’enfant, ce sont les deux filles de Marie (cette dernière s’étant mariée à l’héritier de la Banque Guilhot, Émile Guilhot), Odile et Jacqueline Guilhot, qui hériteront de l’intégralité de la vaste collection de meubles, objets d’art et autres biens personnels de Marie et Odilon Lannelongue et qui feront connaître à leur descendance les bienfaits de leurs grands oncle et tante. Elles fondèrent l'association Lannelongue qui dispense des cours d'histoire de l'art .

## Un tour du monde en 270 jours
Après le décès subit de sa femme Marie en 1906, Odilon Lannelongue a beaucoup de mal à se focaliser sur son travail. Plus tard dans l'année, il entreprend un tour du monde pour se changer les idées mais transforme son voyage en tour d'Asie par manque de moyen de l'époque. Ce périple lui donne des idées et en octobre 1908, grâce à l'assistance de ses deux nièces et à la toute jeune agence de voyages, l'agence Cook, il recommencera sa tentative de faire le tour du monde et non pas seul cette fois-ci mais accompagné de ses deux nièces, Marie et Laure Lannelongue, d'un neveu, René de Marsay, et d'un fils d'amis de Liedekerke. On notera juste que sa nièce Marie (19 ans à l'époque) est la seule à avoir accompagné son oncle jusqu'au bout, tout autour du monde. En effet, peu de temps après le départ de Marseille à bord du Paquebot l'Australien, au fur et à mesure des étapes, les compagnons débarquaient de peur d'un si grand et long voyage où l'itinéraire n'était pas encore connu au-delà de Saïgon. La plus jeune nièce, Laure, qui avait une santé plus fragile a pris peur et a fait demi-tour dès la première escale au port de Messine en Italie. Messieurs de Marsay et de Liedekerke firent demi-tour arrivés à Port Saïd en Égypte avant que le paquebot ne s'engage dans le canal de Suez.
Il parviendra à compléter son tour du monde lorsqu'il arrive en port du Havre en juillet 1909. Il publiera un merveilleux livre aux éditions Larousse : Un tour du monde (le fait que le livre soit signé O.-M. Lannelongue suggèrerait que sa nièce Marie soit pour beaucoup dans la rédaction du livre).

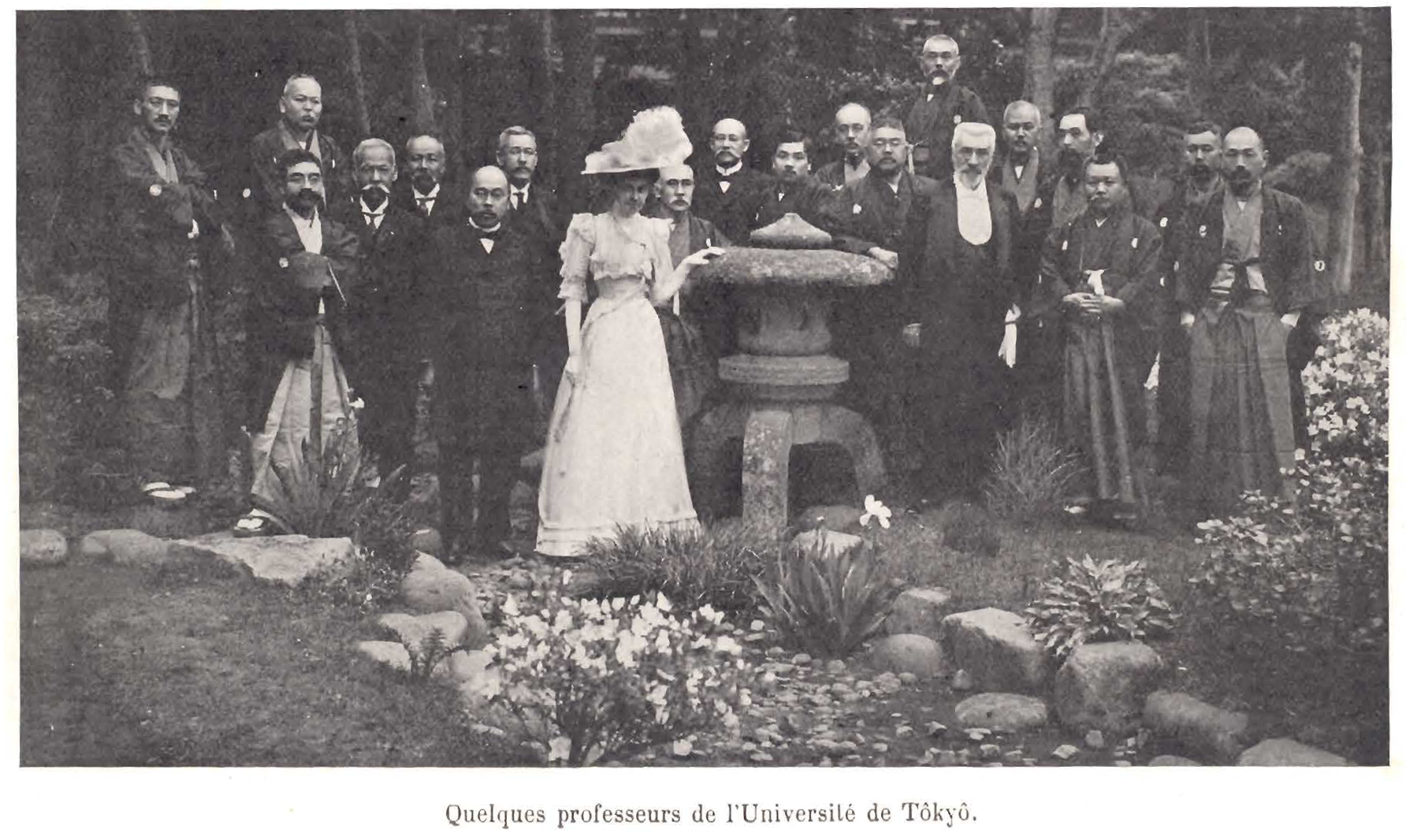
Professeur Odilon Lannelongue accompagné de sa nièce Marie Lannelongue entourés de professeurs de l'Université de Tokyo (mars 1909).
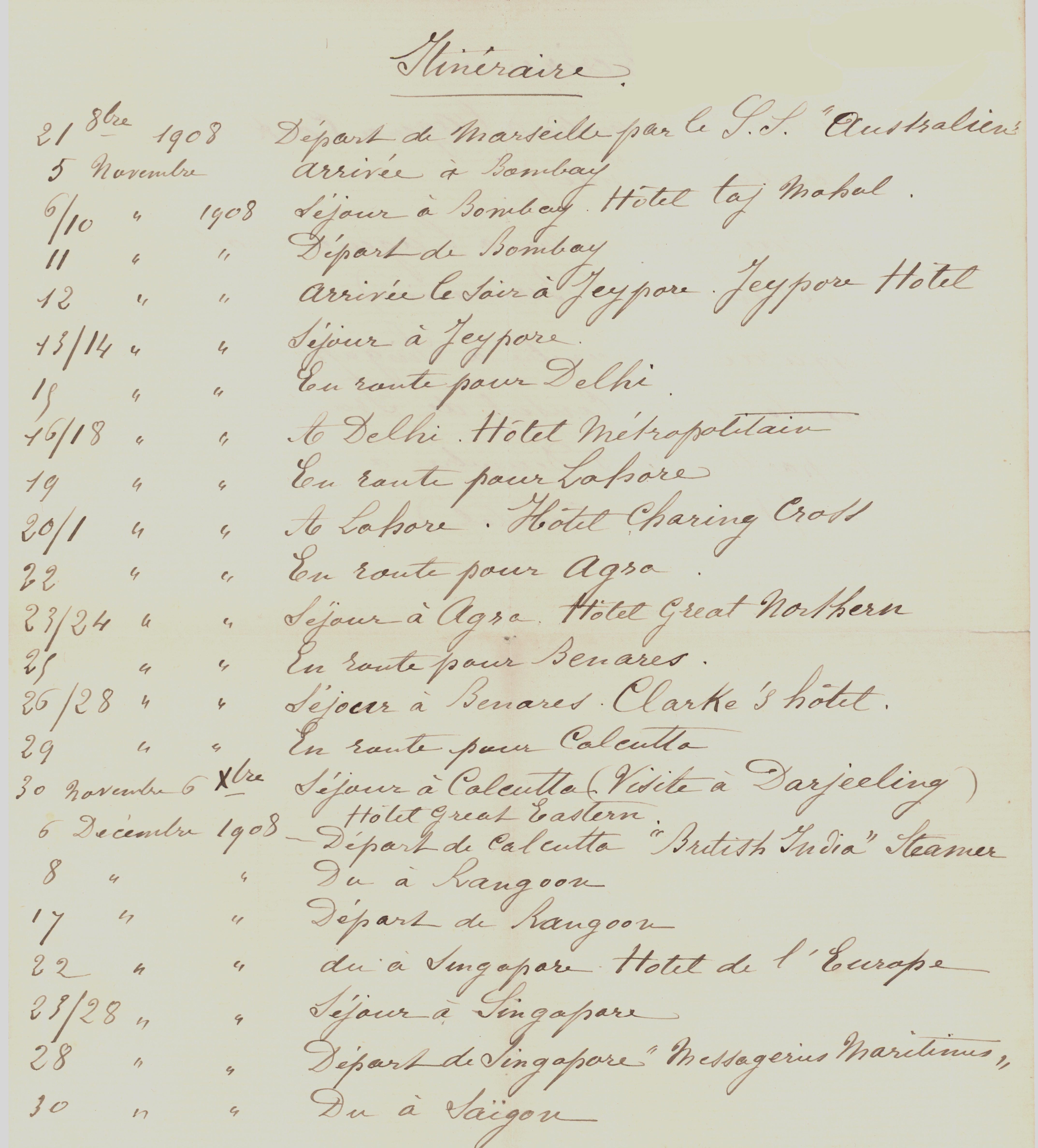
Itinéraire écrit par le professeur Odilon Lannelongue lui-même avant son départ pour un tour du monde accompagné de sa nièce Marie Lannelongue (on remarquera que son itinéraire n'est pas encore connu au-delà de Saïgon).
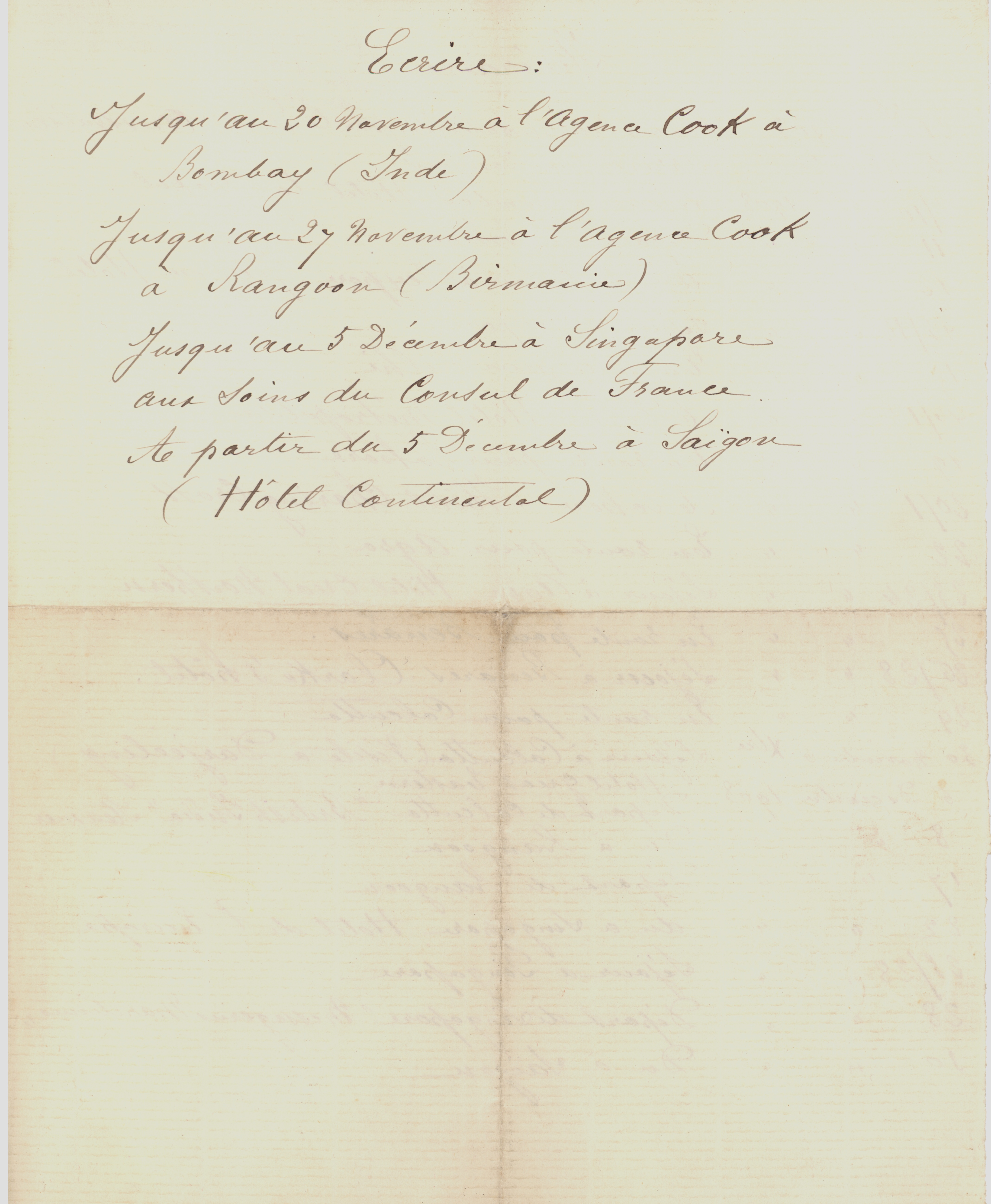
Verso de l'itinéraire - Instructions où le professeur Lannelongue peut être joint lors de son tour du Monde (écrit par le Professeur Odilon Lannelongue lui-même).

## Publications
Odilon Lannelongue est l'auteur de nombreuses publications, dont :
- Du pied bot congénital : thèse présentée au concours pour l'agrégation (section de chirurgie) et soutenue à la faculté de médecine de Paris le 31 mai 1869, Asselin, 1869, 118 pages
- De l'ostéomyélite aiguë pendant la croissance, Asselin, 1879, 169 pages
- De l'ostéomyélite chronique ou prolongée, Asselin, 1879, 111 pages
- Abcès froids et tuberculose osseuse, Asselin, 1881, 186 pages
- Traité Des kystes congénitaux, 1886, 516 pages, réimprimé chez BiblioBazaar en 2010,  (ISBN 9781145848535)
- Coxotuberculose ; leçons faites à la Faculté de médecine, Asselin et Houzeau, 1886, 220 pages
- Tuberculose vertébrale : mal de Pott, mal vertébral postérieur, mal sous-occipital, tuberculose sacro-iliaque, tuberculose du sacrum et du coccyx, Asselin et Houzeau, 1888, 418 pages
- Affections congénitales : 1. Tête et cou ; maladies des bourgeons de l'embryon, des arcs branchiaux et de leurs fentes, Volume 1, Asselin et Houzeau, Libraires de la Faculté de Médecine, 1891, 738 pages
- La tuberculose chirurgicale, Gauthier-Villars et fils, 1894, 168 pages
- Leçons de clinique chirurgicale, Masson, 1905, 595 pages
- Le Château et la contrée de Valmont (pays de Caux), Plon-Nourrit et Cie, 1908, 148 pages
- Un tour du monde (octobre 1908-juillet 1909), Larousse, 1910, 350 pages
- La période post-opératoire : soins, suites et accidents, Masson, 1910, 555 pages

## Hommages

### Médaille internationale de chirurgie
Il a créé peu de temps avant sa mort en fin d'année 1911 la Médaille internationale de chirurgie (Fondation Lannelongue) en souvenir de son épouse Marie Lannelongue, née Cibiel, veuve du vicomte Pierre de Rémusat, infirmière dévouée aux blessés de la guerre de 1870.
La médaille est toujours attribuée de nos jours tous les cinq ans par l'Académie de chirurgie. Elle est internationale, c’est-à-dire attribuée à un chirurgien de n’importe quel pays qui aura fait la découverte chirurgicale la plus notable ou les travaux les plus utiles à l’art et à la science de la chirurgie. L’attribution ne pourra être faite deux fois de suite dans la même nationalité et répond à des règles complexes et strictes.
Les trente dernières années ont vu la nomination de Thomas Starzl (Pittsburgh), Claude Couinaud (Paris), Norman Shumway (Stanford), Robert Merle d'Aubigné (Paris), Ton That Tung (Hanoï), François de Gaudart d’Allaines (Paris), Christian Cabrol.

### Médaille à son effigie
Une médaille à l'effigie d'Odilon Lannelongue a été exécutée par le graveur Jules-Clément Chaplain en 1901. Un exemplaire en est conservé au musée Carnavalet (ND 0310).

### Distinctions
- Commandeur de la Légion d'honneur (7 aout 1900)[4]
- Officier de l'Instruction publique

## Toponymes
Les institutions et voies suivantes ont été nommées en son honneur :
- l’Institut Odilon-Lannelongue à Vanves (Hauts-de-Seine),
- le FAM Lannelongue à Saint-Trojan-les-Bains (Charente-Maritime)[5],
- la place Odilon-Lannelongue à Castéra-Verduzan,
- la place Lannelongue à Condom,
- l'avenue du Docteur-Lannelongue à Paris (XIVe arrondissement) et à Montrouge,
- la rue Lannelongue à Hem (Nord),
- la rue Lannelongue à Domont,
- la rue du Professeur-Lannelongue à Cazaubon (Gers),
- la rue Marie-et-Marc-Odilon-Lannelongue à Valmont, Seine-Maritime.

Le Centre chirurgical Marie-Lannelongue au Plessis-Robinson a été nommé en mémoire de son épouse.

## Sources
- « Odilon Lannelongue », dans le Dictionnaire des parlementaires français (1889-1940), sous la direction de Jean Jolly, PUF, 1960 [détail de l’édition]